# Holice
Holice (tjekkisk udtale: [ˈɦolɪtsɛ] ; tysk: Holitz) er en by i  distriktet Pardubice i regionen Pardubice i Tjekkiet. Den har omkring 6.800 indbyggere.
Bydelene og landsbyerne Kamenec, Koudelka, Podhráz, Podlesí, Roveňsko og Staré Holice er administrative dele af Holice.

## Geografi
Holice ligger omkring 14 km  øst for Pardubice. Det ligger i et fladt landskab i lavlandet Østelben sletten. Det højeste punkt er bakken Kamenec på 328 meter over havets overflade. Ředický-strømmen løber gennem byen.

## Historie
Den første skriftlige omtale af Holice er fra 1336, hvor det var Johannes af Bøhmens ejendom som en del af Chvojno-godset. Bebyggelsen er formentlig grundlagt i slutningen af 1200-tallet. Fra midten af det 14. århundrede og frem til hussitterkrigene tilhørte landsbyen familien Sternberg. I anden halvdel af 1400-tallet blev Holice en købstad med en fæstning og en kirke og blev centrum for godset. I 1481 erhvervede Neptalim af Frimburk Holice. Under hans styre trivedes Holice og fik forskellige privilegier, herunder fritagelse for at betale skat, fritagelse for corvée og retten til at brygge øl.
I 1507 blev Vilém 2. af Pernštejn ejer af byen.  I 1641, under Trediveårskrigen, erhvervede Holice retten til at bygge et saltlager på sit område, men to år senere blev byen brændt ned af den svenske hær. Holice blev også ramt af andre brandkatastrofer i 1679 og 1680. Byen blomstrede frem til 1758, hvor den blev hærget af den preussiske kong Frederik den Stores hær under Syvårskrigen. Men efter krigen kom købstaden sig og blomstrede igen.
I slutningen af 1800-tallet blev jernbanen bygget. I begyndelsen af det 20. århundrede blev den allerførste buslinje, som kørte fra Pardubice til Holice, søsat. I 1931 blev Holice forfremmet til en by.